# Santa Sofía (Trebisonda)

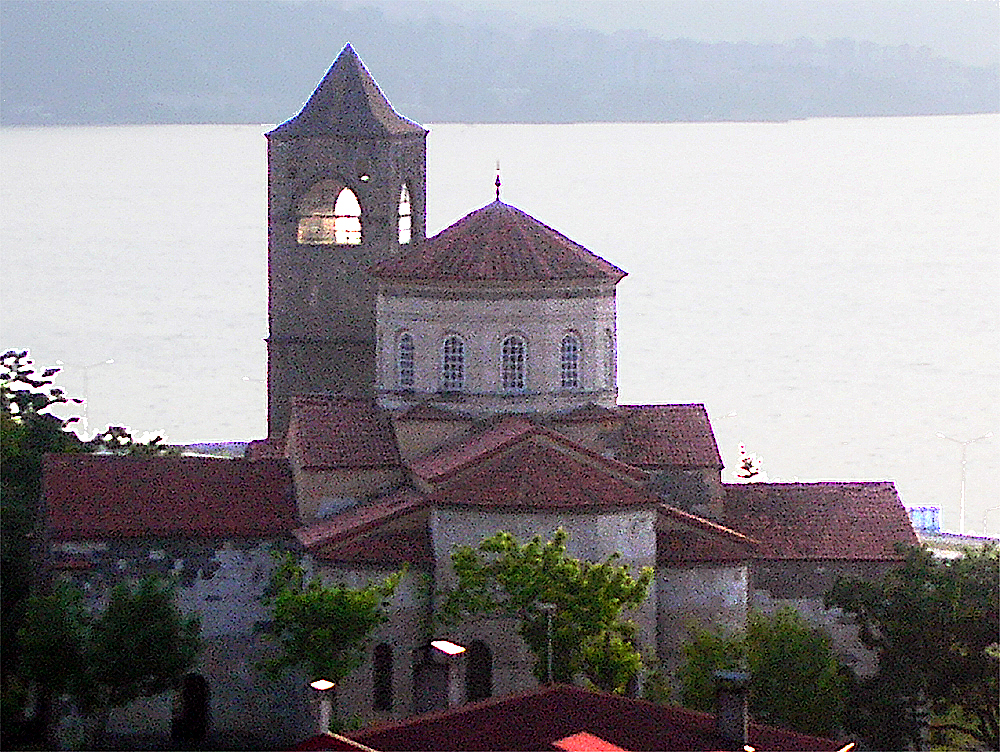
Vista de la iglesia de Santa Sofía de Trebisonda (hoy museo), con su campanario y la costa del mar Negro al fondo.

La iglesia de Santa Sofía (en griego: Ἁγία Σοφία, significa «Santa Sabiduría» turco: Ayasofya), ahora Museo de Santa Sofía, es una antigua iglesia ortodoxa griega ubicada en la ciudad de Trebisonda, en el noreste de Turquía. Su origen se remonta al siglo XIII, cuando Trebisonda fue la capital del Imperio de Trebisonda. Se encuentra cerca de la costa y a 2 kilómetros al oeste de los límites de la ciudad medieval. Es uno de los pocos sitios bizantinos todavía existentes en la zona.
Santa Sofía fue construida en Trebisonda durante el reinado de Manuel I entre 1238 y 1263. Después que Mehmed II conquistó la ciudad en 1461 la iglesia fue convertida en mezquita y sus frescos fueron cubiertos de cal. Durante la Primera Guerra Mundial y durante un breve periodo después, la ciudad fue ocupada por el ejército ruso y utilizado como un hospital improvisado y depósito. Posteriormente se volvió a poner en uso como mezquita, hasta 1964 cuando se convirtió en un museo - que permanece hasta nuestros días. Desde 1958 hasta 1964 los frescos fueron descubiertos y la iglesia fue consolidada con la ayuda de expertos de la Universidad de Edimburgo y la Dirección General de Fundaciones.
La iglesia de Santa Sofía es un ejemplo importante de la arquitectura bizantina tardía, caracterizándose por una elevada cúpula central y cuatro arcos de grandes columnas que sostienen el peso de la cúpula y el techo. Debajo de la cúpula está un Opus sectile pavimentado de piedras multicolores. La iglesia fue construida con planta de cruz en cuadrado, pero con una forma exterior que toma la forma de una cruz gracias a importantes porches al norte y al sur. La estructura es de 22 metros de largo, 11.6 metros de ancho y 12.7 metros de alto. Los frescos de finales del siglo XIII, se revelaron durante la restauración de la Universidad de Edimburgo, ilustrando temas del Nuevo Testamento. Los externos relieves en piedra que adornan figurativo y otro que están en consonancia con las tradiciones locales se encuentran en Georgia y Armenia.
A 24 metros al oeste de la iglesia hay un hermoso campanario, de 40 metros de altura. Fue construido en 1427 y también contiene frescos.

## Galería

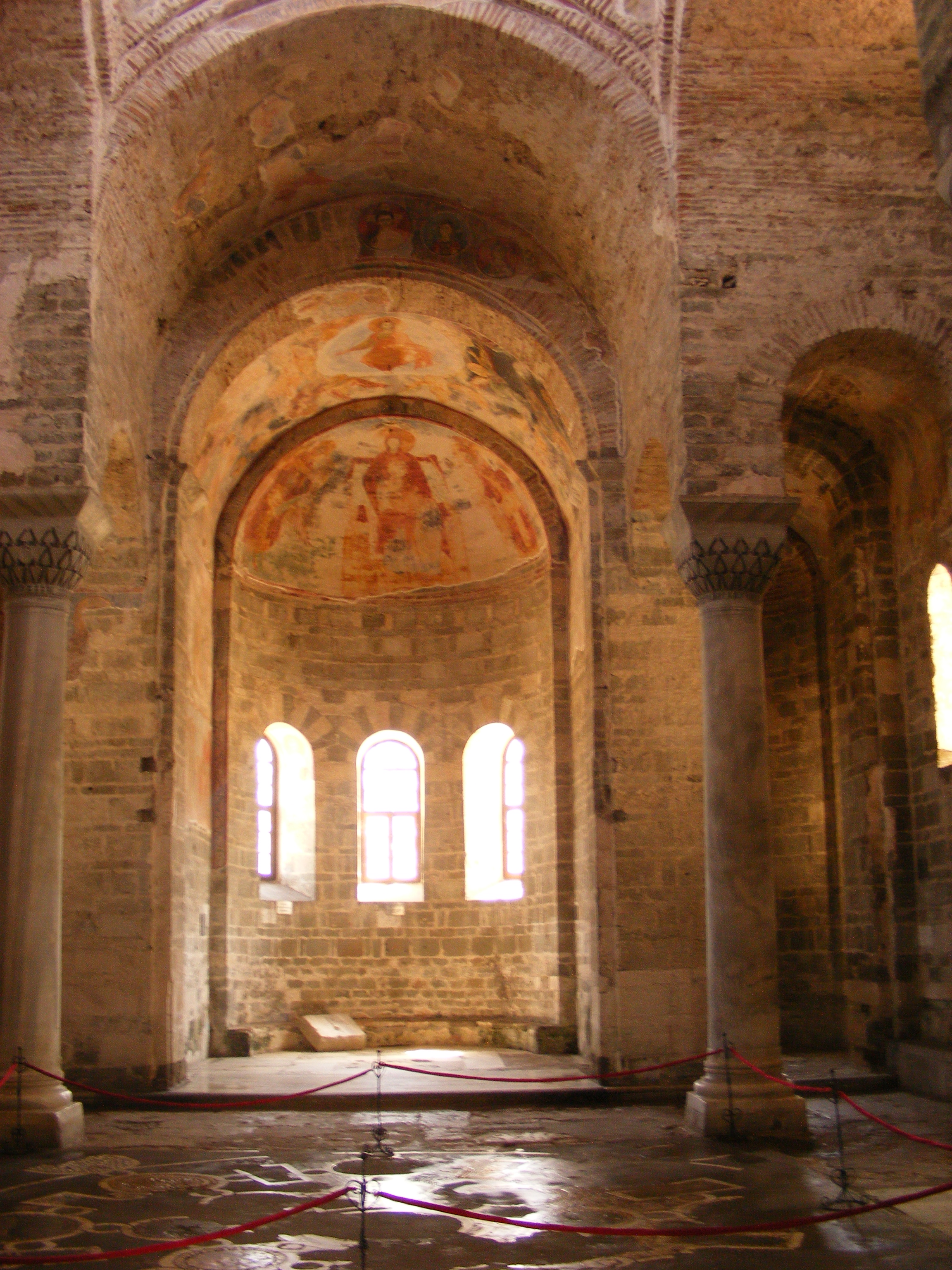
Interior
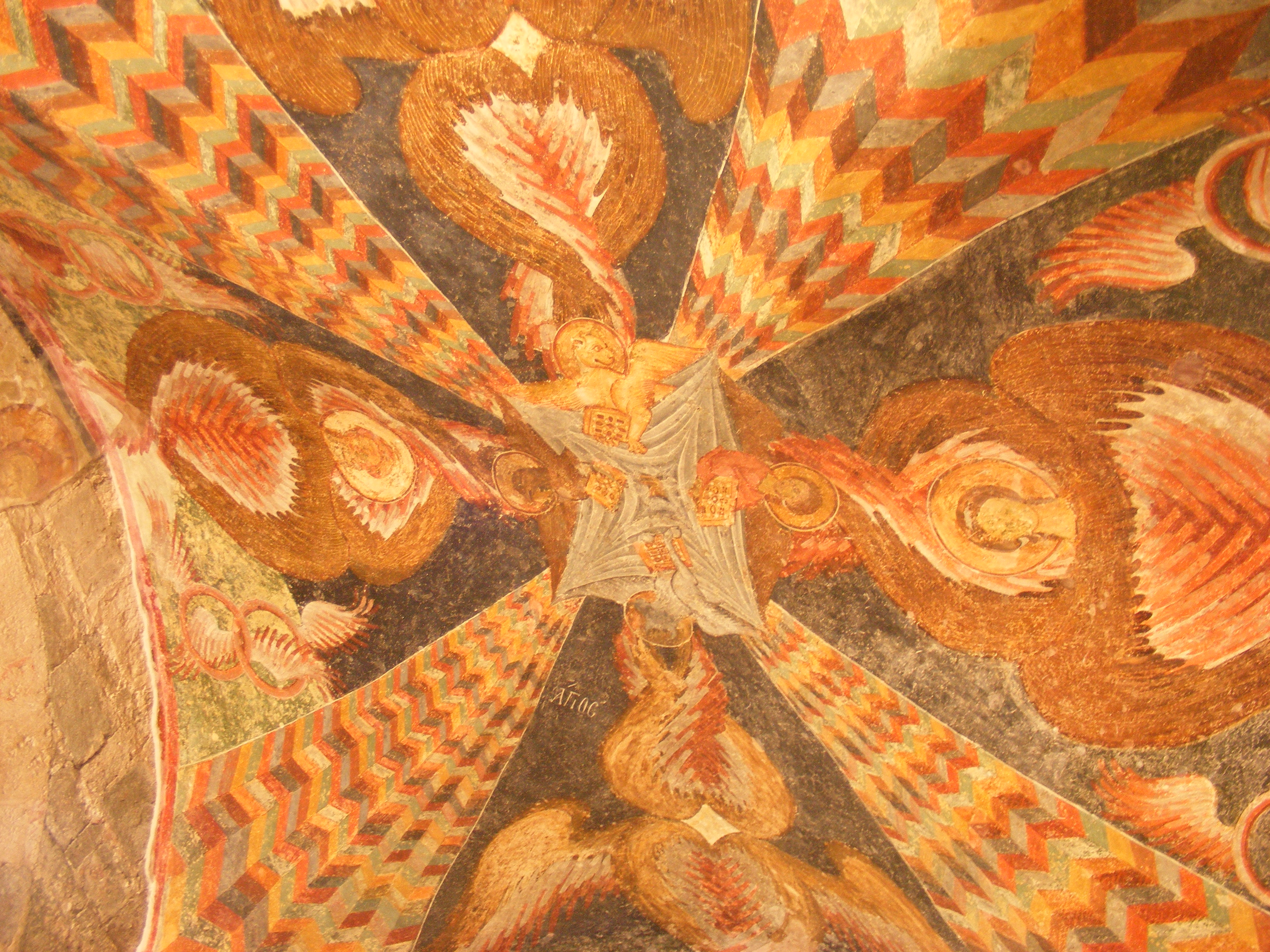
Frescos
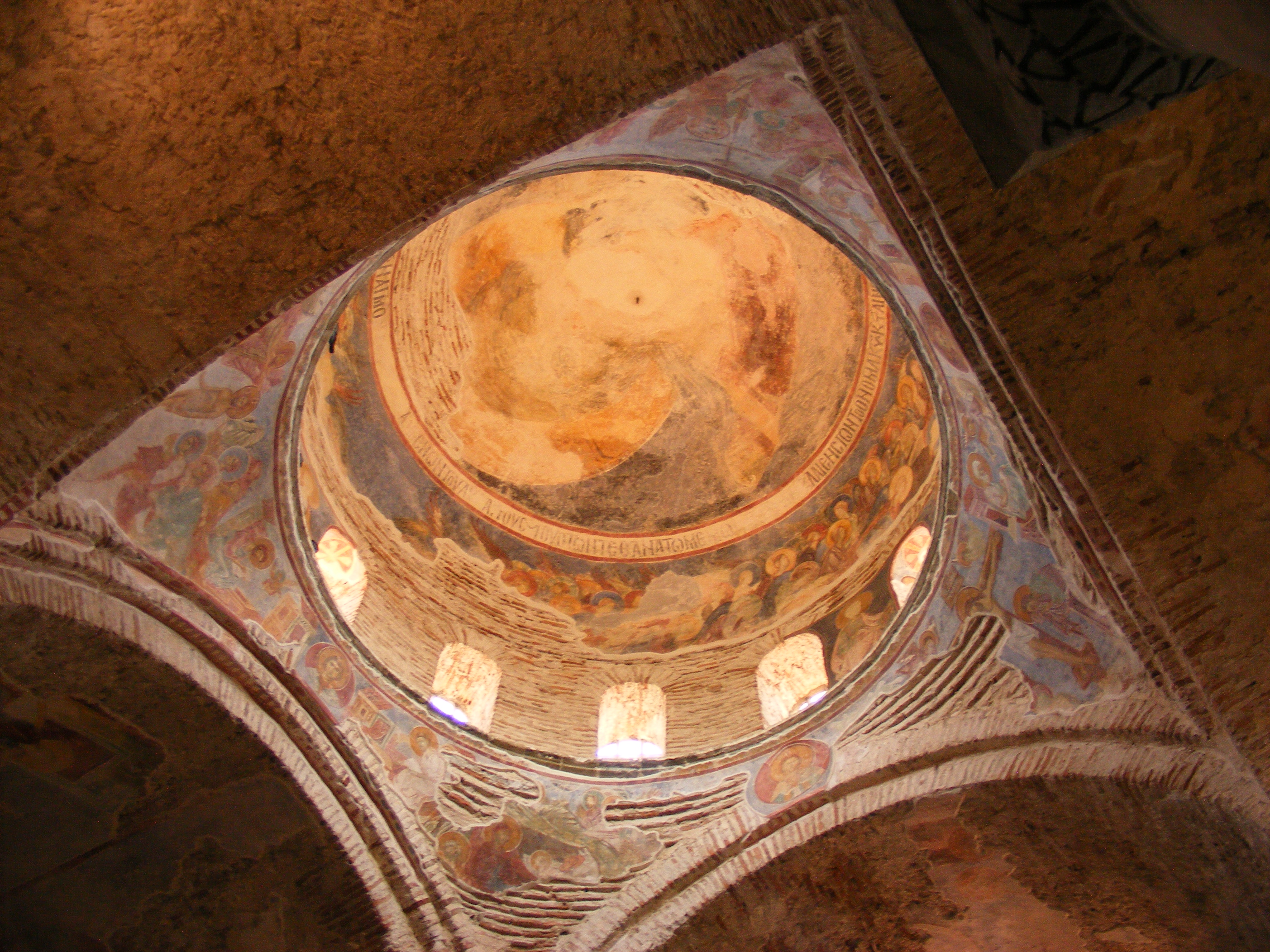
Frescos de la cúpula
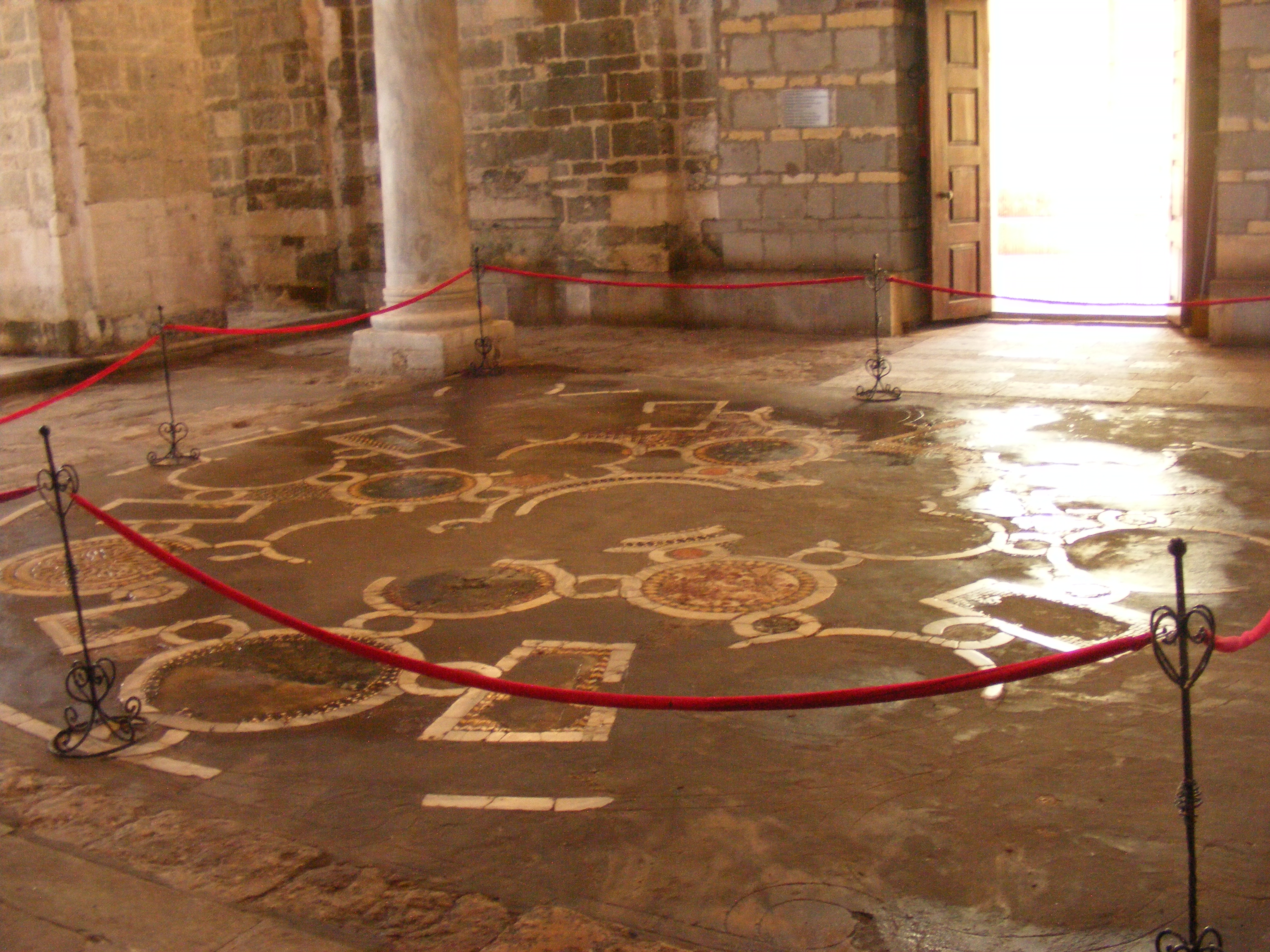
Piso
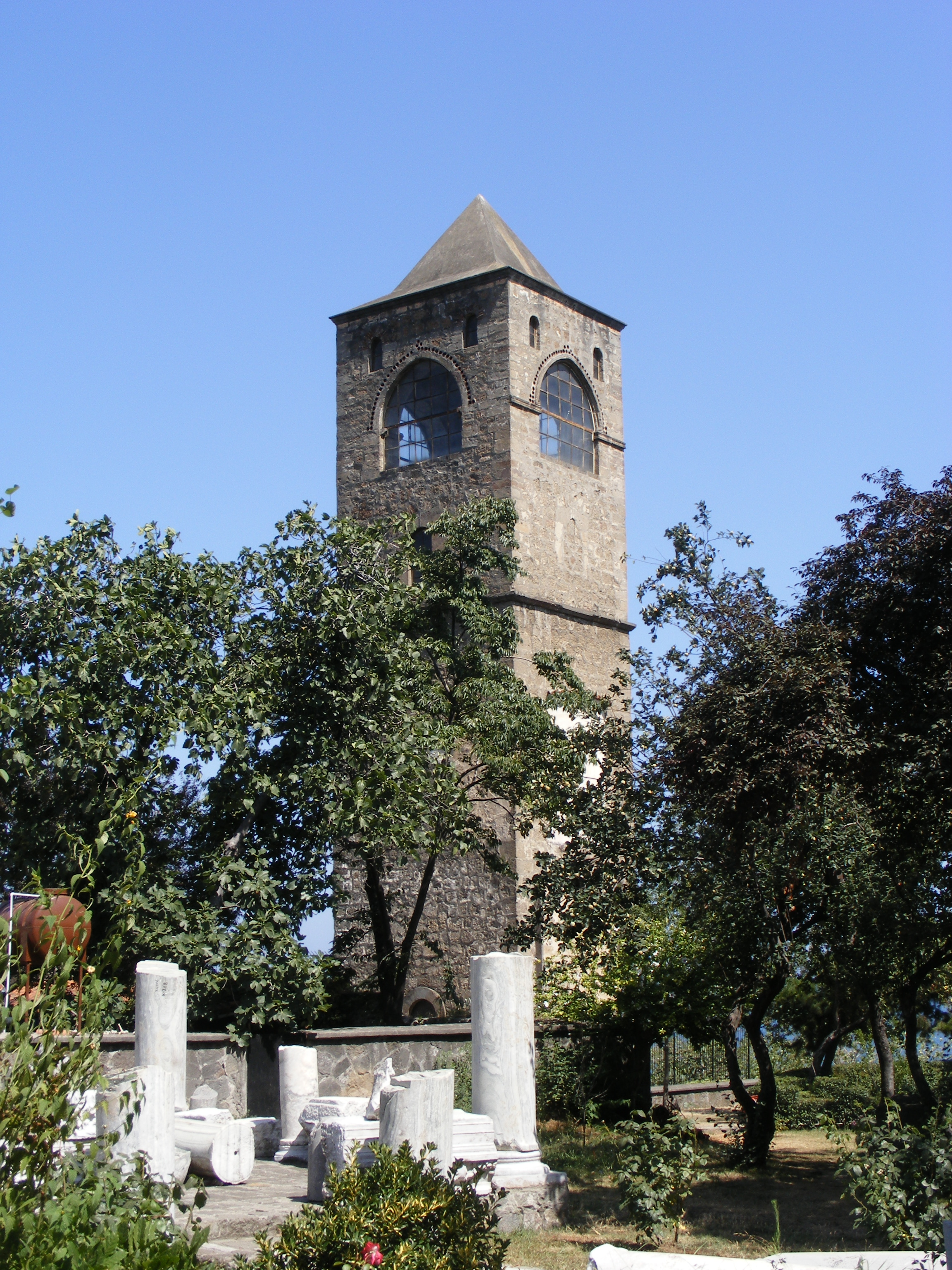
Campanario